# Gran Premio di superbike di Manfeild 1988
Il Gran Premio di superbike di Manfeild 1988 è stato disputato il 2 ottobre sul circuito di Manfeild e ha visto la vittoria di Fred Merkel in gara 1, mentre la gara 2 è stata vinta da Stéphane Mertens.
Ultima gara del primo campionato mondiale della Superbike, ha visto l'assegnazione del titolo iridato allo statunitense Fred Merkel che ha preceduto in classifica gli italiani Fabrizio Pirovano e Davide Tardozzi. Quest'ultimo, in testa per gran parte del campionato, si è visto superare in classifica anche grazie al fatto che dopo aver ottenuto la pole position e un quinto posto in gara 1, non è riuscito a prendere la partenza in gara 2.

## Risultati

### Gara 1

#### Arrivati al traguardo[1]
| Pos. | Nº | Pilota            | Motocicletta | Giri | Tempo     | Griglia | Punti |
| ---- | -- | ----------------- | ------------ | ---- | --------- | ------- | ----- |
| 1º   | 27 | Fred Merkel       | Honda        | 34   | 44:16.580 | 3º      | 10    |
| 2º   | 7  | Fabrizio Pirovano | Yamaha       | 34   | +0:16.730 | 7º      | 8,5   |
| 3º   | 11 | Gary Goodfellow   | Honda        | 34   | +0:16.920 | 9º      | 7,5   |
| 4º   | 32 | Robert Phillis    | Kawasaki     | 34   | +0:44.980 | 6º      | 6,5   |
| 5º   | 2  | Davide Tardozzi   | Bimota       | 34   | +0:50.040 | 1º      | 5,5   |
| 6º   | 6  | Stéphane Mertens  | Bimota       | 34   | +0:50.050 | 4º      | 5     |
| 7º   | 37 | Tom Douglas       | Yamaha       | 34   | +0:52.300 | 11º     | 4,5   |
| 8º   | 12 | Robert Scolyer    | Honda        | 34   | +1:07.250 | 12º     | 4     |
| 9º   | 19 | Terry Rymer       | Honda        | 34   | +1:07.320 | 5º      | 3,5   |
| 10º  | 9  | Glenn Williams    | Ducati       | 33   | +1 giro   | 13º     | 3     |
| 11º  | 3  | Malcolm Campbell  | Honda        | 32   | +2 giri   | 2º      | 2,5   |
| 12º  | 92 | Mike King         | Ducati       | 32   | +2 giri   | 18º     | 2     |
| 13º  | 8  | Andrew Stroud     | Bimota       | 32   | +2 giri   | 8º      | 1,5   |
| 14º  | 18 | Andy McGladdery   | Honda        | 32   | +2 giri   | 10º     | 1     |
| 15º  | 17 | Robert Dunlop     | Honda        | 31   | +3 giri   | 20º     | 0,5   |
| 16º  | 82 | Tony Armstrong    | Suzuki       | 27   | +7 giri   | 14º     |       |

#### Non classificato
| Nº | Pilota      | Motocicletta | Giri | Griglia |
| -- | ----------- | ------------ | ---- | ------- |
| 83 | Dale Warren | Honda        | 25   | 19º     |

#### Ritirati
| Nº | Pilota          | Motocicletta | Giri | Griglia |
| -- | --------------- | ------------ | ---- | ------- |
| 38 | Shaun Harris    | Suzuki       | 30   | 17º     |
| 14 | David Pickworth | Yamaha       | 3    | 16º     |

### Gara 2

#### Arrivati al traguardo[2]
| Pos. | Nº | Pilota            | Motocicletta | Giri | Tempo     | Griglia | Punti |
| ---- | -- | ----------------- | ------------ | ---- | --------- | ------- | ----- |
| 1º   | 6  | Stéphane Mertens  | Bimota       | 34   | 42:30.860 | 4º      | 10    |
| 2º   | 3  | Malcolm Campbell  | Honda        | 34   | +0:00.630 | 2º      | 8,5   |
| 3º   | 32 | Robert Phillis    | Kawasaki     | 34   | +0:07.850 | 6º      | 7,5   |
| 4º   | 12 | Robert Scolyer    | Honda        | 34   | +0:16.000 | 12º     | 6,5   |
| 5º   | 27 | Fred Merkel       | Honda        | 34   | +0:19.660 | 3º      | 5,5   |
| 6º   | 11 | Gary Goodfellow   | Honda        | 33   | +1 giro   | 9º      | 5     |
| 7º   | 19 | Terry Rymer       | Honda        | 33   | +1 giro   | 5º      | 4,5   |
| 8º   | 9  | Glenn Williams    | Ducati       | 33   | +1 giro   | 13º     | 4     |
| 9º   | 8  | Andrew Stroud     | Bimota       | 33   | +1 giro   | 8º      | 3,5   |
| 10º  | 18 | Andy McGladdery   | Honda        | 33   | +1 giro   | 10º     | 3     |
| 11º  | 37 | Tom Douglas       | Yamaha       | 33   | +1 giro   | 11º     | 2,5   |
| 12º  | 17 | Robert Dunlop     | Honda        | 33   | +1 giro   | 20º     | 2     |
| 13º  | 7  | Fabrizio Pirovano | Yamaha       | 32   | +2 giri   | 7º      | 1,5   |
| 14º  | 83 | Dale Warren       | Honda        | 32   | +2 giri   | 19º     | 1     |
| 15º  | 92 | Mike King         | Ducati       | 32   | +2 giri   | 18º     | 0,5   |
| 16º  | 82 | Tony Armstrong    | Suzuki       | 32   | +2 giri   | 14º     |       |